# جزيرة بانجانغ
جزيرة بانجانغ وهي جزيرة من جزر إندونيسيا، وتقع في إقليم بنتن.